# العلاقات السويدية البالاوية
العلاقات السويدية البالاوية هي العلاقات الثنائية التي تجمع بين السويد وبالاو.

## مقارنة بين البلدين
هذه مقارنة عامة ومرجعية للدولتين:
| وجه المقارنة                                              | السويد                                                                               | بالاو                         |
| --------------------------------------------------------- | ------------------------------------------------------------------------------------ | ----------------------------- |
| المساحة (كم2)                                             | 450.30 ألف                                                                           | 465                           |
| عدد السكان (نسمة)                                         | 10.16 مليون                                                                          | 21.73 ألف                     |
| الكثافة السكانية (ن./كم²)                                 | 22.56                                                                                | 4.67 ألف                      |
| العاصمة                                                   | ستوكهولم                                                                             | نغيرولمود، كورور              |
| اللغة الرسمية                                             | اللغة السويدية، لغات السامي، اللغة الفنلندية، منكيلي، اللغة الرومنية، اللغة اليديشية | لغة إنجليزية، اللغة البالاوية |
| العملة                                                    | كرونة سويدية                                                                         | دولار أمريكي                  |
| الناتج المحلي الإجمالي (بليون دولار)                      | 538.04 مليار                                                                         | 291.54 مليون                  |
| الناتج المحلي الإجمالي (تعادل القوة الشرائية) بليون دولار | 469.01 مليار                                                                         | 326.12 مليون                  |
| الناتج المحلي الإجمالي الاسمي للفرد دولار أمريكي          | 50.58 ألف                                                                            | 13.50 ألف                     |
| الناتج المحلي الإجمالي للفرد دولار أمريكي                 | 45.30 ألف                                                                            | 14.76 ألف                     |
| مؤشر التنمية البشرية                                      | 0.907                                                                                | 0.780                         |
| رمز المكالمات الدولي                                      | +46                                                                                  | +680                          |
| رمز الإنترنت                                              | .se                                                                                  | .pw                           |
| المنطقة الزمنية                                           | توقيت وسط أوروبا، ت ع م+01:00، ت ع م+02:00، أوروبا/ستوكهولم ‏                         | ت ع م+09:00                   |

## منظمات دولية مشتركة
يشترك البلدان في عضوية مجموعة من المنظمات الدولية، منها:
| علم المنظمة | اسم المنظمة                        | تاريخ انضمام السويد | تاريخ انضمام بالاو |
| ----------- | ---------------------------------- | ------------------- | ------------------ |
|             | مؤسسة التنمية الدولية              | 24 سبتمبر 1960      | 16 ديسمبر 1997     |
|             | الأمم المتحدة                      | 19 نوفمبر 1946      | 15 ديسمبر 1994     |
|             | البنك الدولي للإنشاء والتعمير      | 31 أغسطس 1951       | 16 ديسمبر 1997     |
|             | بنك التنمية الآسيوي                | 1966                | 2003               |
|             | منظمة حظر الأسلحة الكيميائية       | ?                   | ?                  |
|             | مؤسسة التمويل الدولية              | 20 يوليو 1956       | 16 ديسمبر 1997     |
|             | وكالة ضمان الاستثمار متعدد الأطراف | 12 أبريل 1988       | 16 ديسمبر 1997     |
|             | يونسكو                             | 23 يناير 1950       | 20 سبتمبر 1999     |

## وصلات خارجية
- موقع وزارة الخارجية السويدية